# Kõpu församling
Kõpu församling (estniska: Kõpu kogudus) är en församling som tillhör Viljandi kontrakt inom den Estniska evangelisk-lutherska kyrkan. Församlingen omfattar större delen av Kõpu kommun samt mindre delar av kommunerna Suure-Jaani, Viljandi och Halliste i landskapet Viljandimaa.

## Större orter
- Kõpu (småköping)